# Fritz Richard
Pour les articles homonymes, voir Richard.
Fritz Richard, nom de scène de Josef Richard Löwit, (né le 6 janvier 1870 à Chotieborsch, mort le 9 février 1933 à Berlin) est un acteur autrichien.

## Biographie
Richard Löwit est le fils de l'instituteur Josef Löwit et de son épouse Theresia Rosenfeld. Il grandit à Vienne. Le sténographe de formation suit des cours de théâtre à l'école de théâtre Pauline Loewe. Il a son premier engagement à Mülheim en 1886. Il joue ensuite dans divers théâtres provinciaux allemands et autrichiens.
En 1905, il quitte Metz pour Berlin, où il travaille principalement au Deutsches Theater et au Théâtre Lessing. Il fait partie de l'ensemble de Max Reinhardt. À partir de 1913, Richard apparaît également dans de nombreux films muets.
Richard épousa à Teplitz en 1898 sa camarade Friederike Raithel, qui devint plus tard également actrice sous le nom de Frida Richard. Fritz Richard, qui est juif, meurt peu après l'arrivée au pouvoir d'Hitler à l'hôpital municipal de Berlin-Wilmersdorf ; après sa mort, des rumeurs circulent selon lesquelles l'acteur eût été assassiné.

## Filmographie
- 1913 : Ein Ausgestoßener, 1. Teil (de)
- 1913 : Das verschleierte Bild von Groß-Kleindorf (de)
- 1914 : Um das Glück betrogen
- 1914 : Ihre Hoheit (de)
- 1914 : Die geheimnisvolle Villa
- 1914 : Das Panzergewölbe
- 1915 : Die Toten erwachen (de)
- 1916 : Ein Blatt Papier (de)
- 1916 : Nebel und Sonne
- 1918 : Der Dieb (de)
- 1918 : Der Dornenweg
- 1918 : Wundersam ist das Märchen der Liebe
- 1918 : In Sachen Marc Renard
- 1918 : Der Weltspiegel
- 1918 : Jettchen Geberts Geschichte (de)
- 1918 : Henriette Jacoby
- 1919 : Pro domo, das Geheimnis einer Nacht
- 1919 : Der Ritualmord (de)
- 1919 : Der Mädchenhirt (de)
- 1919 : Der Weg der Grete Lessen
- 1919 : Liebe
- 1919 : Baccarat
- 1920 : Haß
- 1920 : Die Verwandlung
- 1921 : L'Idiot (de)
- 1921 : Ich bin Du
- 1921 : Alfred von Ingelheims Lebensdrama
- 1921 : Mein Mann – Der Nachtredakteur
- 1921 : Der Friedhof der Lebenden (de)
- 1921 : Der Gang durch die Hölle
- 1921 : Die Hexe
- 1922 : L'Assomption d'Hannele Mattern (de)
- 1922 : La fin du duc de Ferrante (de)
- 1922 : Der Graf von Charolais
- 1922 : Der böse Geist Lumpaci Vagabundus (de)
- 1922 : Sterbende Völker (de) (2 parties)
- 1922 : Lola Montez, die Tänzerin des Königs (de)
- 1923 : Felicitas Grolandin (de)
- 1923 : Die Kette klirrt (de)
- 1923 : Tragödie der Liebe
- 1923 : Die Gräfin von Paris
- 1923 : L'Évasion de Baruch
- 1923 : Das schöne Mädel
- 1923 : Freund Ripp
- 1923 : Graf Cohn (de)
- 1925 : Pietro, der Korsar
- 1925 : Die Anne-Liese von Dessau
- 1925 : La petite téléphoniste
- 1925 : Die Frau mit dem schlechten Ruf
- 1927 : Die Achtzehnjährigen
- 1927 : Die schönsten Beine von Berlin (de)
- 1927 : Der falsche Prinz (de)
- 1928 : Schinderhannes (de)
- 1928 : Die kleine Sklavin
- 1929 : Der Kampf der Tertia (de)
- 1930 : Zapfenstreich am Rhein